# Regina Thoss
Regina Thoss (née le 10 juillet 1946 à Zwickau) est une chanteuse allemande.

## Biographie
Regina Thoss commence la musique à huit ans dans un chœur d'enfants, où elle est soliste. Elle fait son premier concert à 13 ans dans la musique traditionnelle. Elle apprend le chant et le piano au conservatoire de Zwickau. En 1964, le producteur Heinz Quermann la découvre et lui fait enregistrer la chanson La Seine, son premier disque. Le Konzert- und Gastspieldirektion du District de Karl-Marx-Stadt lui organise sa première tournée. En 1966, elle reçoit son certificat professionnel.
Elle devient aussi présentatrice d'émissions de radio et de télévisions sur les chaînes est-allemandes. Elle fait des tournées dans les autres pays en lien avec le régime communiste : l'Union soviétique, Cuba, la Libye, l'Irak, la Pologne. Elle donne aussi des concerts au Japon, en Autriche, en Irlande et en Yougoslavie. Au Proche-Orient, elle est accompagnée par l'Erich-Weinert-Ensemble.
Après la fin de la RDA, elle fait quelques apparitions à la télévision. Elle revient au milieu des années 2000.

## Source de la traduction
- (de) Cet article est partiellement ou en totalité issu de l’article de Wikipédia en allemand intitulé « Regina Thoss » (voir la liste des auteurs).